# Pałac w Mościejewie
Pałac w Mościejewie – pałac znajdujący się w Mościejewie w powiecie międzychodzkim.
Obiekt powstał z inicjatywy Chłapowskich w 1906 w stylu eklektycznym. Parterowy, z wysokim poddaszem, kryty dachem łamanym, z ryzalitem na osi, oflankowany dwoma wielobocznymi wieżami w miejscu alkierzy. Wieś stanowiła własność Ostrorogów Lwowskich (XVI wiek), Stablewskich, Sczanieckich (XIX wiek), a w końcu Chłapowskich (do 1939). Ostatni właściciel obiektu, podpułkownik Konstanty Chłapowski został rozstrzelany przez Niemców 29 listopada 1939. Majątek w 1926 liczył 775 hektarów. Po wojnie dwór został zdewastowany, w 1950 wyremontowany, ponownie popadł w ruinę, był w posiadaniu Agencji Własności Rolnej Skarbu Państwa, a w początkach XXI wieku przeszedł remont i mieści gospodarstwo pasieczne. 
Dworowi towarzyszy park krajobrazowy z XIX-XX wieku, a także zabudowania folwarczne: kancelaria (1890), spichlerz (1923), kuźnia i stelmacharnia (koniec XIX wieku) oraz czworak (1908, przebudowany w 1970).
Po drugiej stronie ulicy stoi kościół parafialny pw. Matki Boskiej Częstochowskiej.